# 苏州教堂列表
本表列出苏州市境内基督教各教派的教堂。

## 天主教堂
- 杨家桥圣母七苦堂：位于今三香路莲香桥堍，1887年建，现为天主教苏州教区主教座堂。
- 若瑟堂：大新巷，1902年建，又名雅园，主教府
- 郊县教堂：
  - 昆山：陆家浜、小横塘
  - 太仓：车浜、张泾、岳王
  - 常熟：颜港、冶塘
  - 张家港：杨舍、鹿苑、后塍
  - 吴江：黎里

## 新教教堂

### 老教堂
- 苏州圣约翰堂：1869年美南监理会差会在苏州创建的第一座教堂，又名首堂。1882年以后位于城东南的天赐庄（今十梓街东端7号，苏州大学门前），1915年重建。1958年被占用，2003年恢复
- 宫巷堂(原名乐群社会堂）：1891年美南监理会差会创建，位于古城中心部位的宫巷。1921年重建。1966年关闭，1987年恢复。
- 使徒堂(原名思杜堂）：1872年美南长老会差会创建，位于城内养育巷。堂名是为了纪念该会传教士杜步西。1925年重建。1966年关闭。
- 救世堂：1889年美南监理会差会创建，1924年重建后，位于城内养育巷慕家花园口。曾作为新华书店仓库，列为保护单位。于2010年12月12日复堂。
- 甪直堂：位于吴中区甪直古镇，1939年建堂，2003年重建。

### 新建
- 狮山堂：位于西部高新区玉山路，2007年7月21日献堂[1]
- 独墅湖教堂：位于园区独墅湖东岸，月亮湾北侧。

### 已毁
- 崇道堂：1899年美南长老会差会创建，位于齐门外大街138号。1913年重建。1958年改齐门小学
- 嘉音堂：1896年美南浸信会差会创建，1909年建教堂，位于谢衙前29号。1958年拆除[2]。
- 浸礼会堂：1888年建，在今临顿路216号，1950年代被占用，1999年拆除。
- 师麦堂：1909年美南浸信会差会创建，1958年拆除
- 新民堂：中街路小学内
- 天恩堂：1902年美国圣公会差会创建，位于桃花坞。
- 救恩堂：1901年美北长老会差会创建，位于阊门外上塘街上津桥东，1928年重建，1960年代拆建为工厂宿舍。
- 使徒信心会堂：1919年使徒信心会创建，位于民治路。拆建为民宅。
- 安息日会堂：1950年在人民路原76号建堂，1958年被占用，1960年代因拓路拆除。
- 灵粮堂：东白塔子路狮林巷口